# リッチー郡 (ウェストバージニア州)
リッチー郡（英: Ritchie County）は、アメリカ合衆国ウェストバージニア州の中央部北に位置する郡である。2010年国勢調査での人口は10,449人であり、2000年の10,343人から1.0%増加した。郡庁所在地はハリスビル町（人口1,876人）であり、同郡で人口最大の町でもある。リッチー郡は1843年にバージニア州議会によって設立され、郡名はバージニア州リッチモンド市の新聞発行者トマス・リッチーに因んで名付けられた。

## 地理
アメリカ合衆国国勢調査局に拠れば、郡域全面積は454平方マイル (1,175 km2)であり、このうち陸地454平方マイル (1,175 km2)、水域は0平方マイル (0 km2)で水域率は0.02%である。

### 主要高規格道路
- アメリカ国道50号線
- ウェストバージニア州道16号線
- ウェストバージニア州道31号線
- ウェストバージニア州道47号線
- ウェストバージニア州道74号線

### 隣接する郡
- プレザンツ郡 - 北
- タイラー郡 - 北東
- ドッドリッジ郡 - 東
- ギルマー郡 - 南東
- カルフーン郡 - 南
- ワート郡 - 西
- ウッド郡 - 北西

## 人口動態
以下は2000年国勢調査による人口統計データである。
| 基礎データ - 人口: 10,343人 - 世帯数: 4,184 世帯 - 家族数: 2,999 家族 - 人口密度: 9人/km2（23人/mi2） - 住居数: 5,513軒 - 住居密度: 5軒/km2（12軒/mi2） 人種別人口構成 - 白人: 98.68% - アフリカン・アメリカン: 0.14% - ネイティブ・アメリカン: 0.27% - アジア人: 0.13% - その他の人種: 0.11% - 混血: 0.69% - ヒスパニック・ラテン系: 0.47% 年齢別人口構成 - 18歳未満: 23.0% - 18-24歳: 7.7% - 25-44歳: 28.0% - 45-64歳: 26.1% - 65歳以上: 15.2% - 年齢の中央値: 40歳 - 性比（女性100人あたり男性の人口） - 総人口: 96.2 - 18歳以上: 95.1 | 世帯と家族（対世帯数） - 18歳未満の子供がいる: 30.2% - 結婚・同居している夫婦: 58.2% - 未婚・離婚・死別女性が世帯主: 9.7% - 非家族世帯: 28.3% - 単身世帯: 25.0% - 65歳以上の老人1人暮らし: 12.3% - 平均構成人数 - 世帯: 2.45人 - 家族: 2.91人 収入と家計 - 収入の中央値 - 世帯: 27,332米ドル - 家族: 34,809米ドル - 性別 - 男性: 28,147米ドル - 女性: 18,149米ドル - 人口1人あたり収入: 15,175米ドル - 貧困線以下 - 対人口: 19.1% - 対家族数: 14.3% - 18歳未満: 23.6% - 65歳以上: 14.1% |

## 都市と町

### 法人化都市と町
- ハリスビル - 郡庁所在地
- オーバーン
- カイロ
- エレンボロ
- ペンズボロ市
- プルマン

### 未編入の町
- ベリー
- ブロハード
- フォンゾ
- マクファーラン
- ペトローリアム
- スミスビル

## 見どころ
- バーダインのファイブ・アンド・ダイム
- ノースベンド州立公園
- ノースベンド・レイル・トレイル
- ダブルスクープ・アイスクリーム・パーラー、カイロ
- パインヒル・ポッタリー
- サニーホロー農園
- 古い石造りの家博物館